# Bernhard Friedrich Albinus

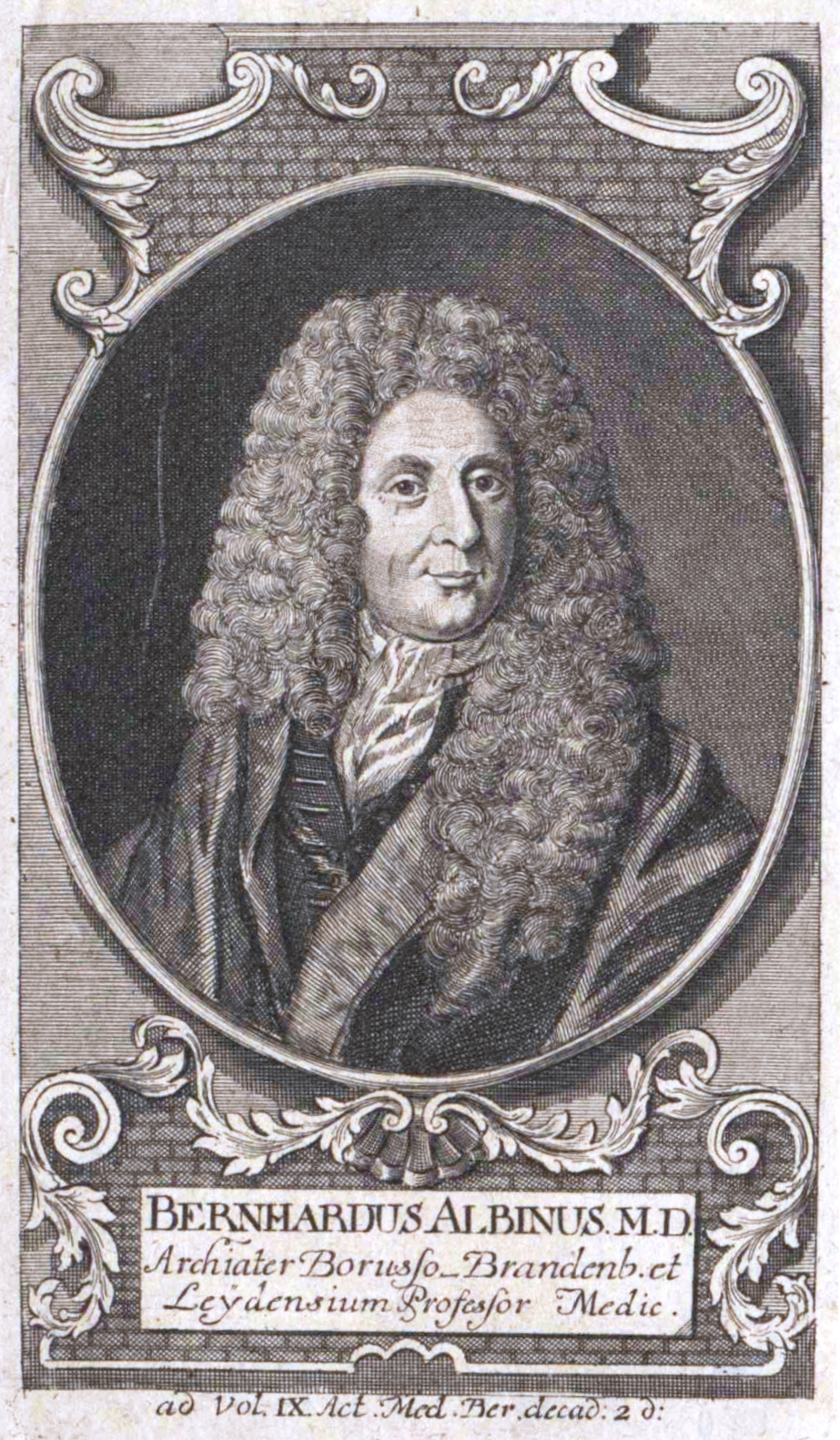
Bernhardus Friedrich Albinus (1653–1721)

Bernhard Friedrich Albinus (* 7. Januar 1653 in Dessau; † 7. September 1721 in Leiden) war ein deutscher Mediziner.

## Leben
Bernhard Albinus wurde als Sohn des Bürgermeisters Christoph Albinus in Dessau geboren. Sein Urgroßvater, der anhaltische Geschichtsschreiber Peter Weiß hatte den ursprünglichen Familiennamen „Weiß“ zu „Albinus“ latinisiert. Bernhard Albinus erhielt eine ausgezeichnete Ausbildung durch den Hauslehrer Johannes Major. Er besucht das Gymnasium in Dessau. 1668 folgt er seinem Gymnasiallehrer H. Alers nach Bremen, der dort das Rektorat des „Gymnasium illustre“ antrat. Zeitweise wohnte er bei seinem Lehrer.
Albinus begann in Bremen sein Medizinstudium. 1675 setzte er das Studium in Leiden (Holland) fort. Albinus promovierte 1676 in Leiden erfolgreich mit dem neurologischen Thema „De catalepsi“ (siehe Katalepsie). Nach dem Tod seiner Mutter führten ihn 1677 Studienreisen und die Aufnahme eines Mathematikstudiums an andere Universitäten der Niederlande und Frankreichs.
Der junge Wissenschaftler plante 1680 eine Niederlassung als Arzt in Dessau, folgte aber einer Berufung zum Professor der Medizin an die Brandenburgische Universität Frankfurt. Bald darauf wurde er zum Leibarzt des Großen Kurfürsten Friedrich Wilhelm ernannt. Er hielt sich die meiste Zeit an dessen Hof in Berlin auf, behielt jedoch seine Professur in Frankfurt. 1685 beschrieb er die 1683 entdeckte Heilquelle (heute „Kurfürstenquelle“) in Bad Freienwalde. Albinus wurde 1687 zum Rektor der Frankfurter Universität Viadrina berufen. Mit dem Tod des Großen Kurfürsten Friedrich Wilhelm I. 1688 konnte sich Albinus wieder mehr seinen Aufgaben an der Frankfurter Universität Viadrina widmen. So entwickelte er eine neue Methode der Staroperation. 1694 lehnte Albinus eine Berufung an die Universität im niederländischen Groningen ab. Kurfürst Friedrich III. erhöhte seine Bezahlung, um das Bleiben zu versüßen. 1696 heiratete Bernhard Albinus Susanna Catharina Rings, die älteste Tochter des Juraprofessors an der Frankfurter Universität Viadrina, Thomas Siegfried Rings. Kurfürst Friedrich III. ernannte ihn 1697 zu seinem Leibarzt. Am 11. März 1701 wurde Albinus zum auswärtigen Mitglied der Preußischen Akademie der Wissenschaften ernannt.
Nach langem Widerstand durch König Friedrich I. (den im Vorjahr gekrönten ehemaligen Kurfürsten Friedrich III.) verließ Albinus 1702 Frankfurt (Oder) und folgte einer Berufung an die Universität Leiden. Am 19. Oktober hielt er hier seine Antrittsrede „De ortu et progressu medicinae“. Mit Herman Boerhaave trug er dazu bei, Leiden international zum Anziehungspunkt für Medizinstudenten zu machen. Am 7. September 1721 starb Bernhard Friedrich Albinus in Leiden.
In seiner Dissertation De Phosphoro liquido et solido (erschienen 1688) beschrieb er erstmals phosphorhaltige organische Substanzen in Senf und Kressesamen.
Bernhard Friedrich Albinus’ Sohn war Bernhard Siegfried Albinus.

## Werke (Auswahl)
- Dissertatio Inauguralis Medico-Chirurgica, De Polypis. Zeitler, Frankfurt an der Oder 1695. (Digitalisat)
- Dissertatio Ethico-Medica Inauguralis, De Animi Pathematum Efficacia In Corpus Humanum. Wishoff, Leiden 1754.
- Disputatio Medica Inauguralis, De Sterilitate. Coepselius, Frankfurt an der Oder 1683. (Digitalisat)
- Dissertatio De Phosphoro Liquido & Solido. Zeitler, Frankfurt an der Oder 1688. (Digitalisat)
- Dissertatio Medica De Morbo Hungarico. Zeitler, Frankfurt an der Oder 1693.
- De deglutitione. Leiden 1740. (Digitalisat)
- Specimen Medicum Inaugurale De Natura Hominis Quatenus Sanitatis Praesentis Est Custos, Absentis Vindex. Corts, Leiden 1754. (Digitalisat)
- Dissertatio Physico-Medica, Complectens Experimenta Varia, Calorem Animalem Spectantia. Haak, Leiden 1754. (Digitalisat)
- Dissertatio Chirurgico Medica De Variis Calculos Secandi Methodis. Haak, Leiden 1754. (Digitalisat)